# Lorenz Van de Wynkele
Lorenz Van de Wynkele (De Pinte, 19 augustus 2001) is een Belgisch wielrenner.

## Carrière
In april 2024 won Van de Wynkele de openingsetappe in de Ronde van Loir-et-Cher. De leiderstrui die hij daaraan overhield raakt hij twee dagen later kwijt aan Edvin Lovidius. Later dat seizoen werd hij onder meer vijftiende in de Grote Prijs Rik Van Looy en won hij het bergklassement in de Ronde van Eure-et-Loir.
In 2025 werd Van de Wynkele prof bij Lotto, dat hem na twee seizoen overhevelde vanuit hun opleidingsploeg. Zijn eerste wedstrijdkilometers dat seizoen maakte hij op Mallorca, waar hij deelnam aan vier manches van de Challenge Mallorca.

## Overwinningen
2024
1e etappe Ronde van Loir-et-Cher
Bergklassement Ronde van Eure-et-Loir

## Ploegen
- 2022 –  Team Elevate p/b Home Solution Soenens
- 2023 –  Lotto Dstny Development Team
- 2024 –  Lotto Dstny Development Team
- 2025 –  Lotto